# Glimes
Glimes is een dorp in de Belgische provincie Waals-Brabant en een deelgemeente van Incourt.

## Bezienswaardigheden
- De Tumulus van Glimes is een Romeinse grafheuvel.
- Ten zuiden van de tumulus bevindt zich een wal die vermoedelijk een Gallo-Romeins verdedigimgswerk was.
- De Moulin de Glimes is een bovenslagmolen op de Thorembais.
- De Sint-Jozefkerk (Église Saint-Joseph) is een neogotisch kerkgebouw van 1882-1886.

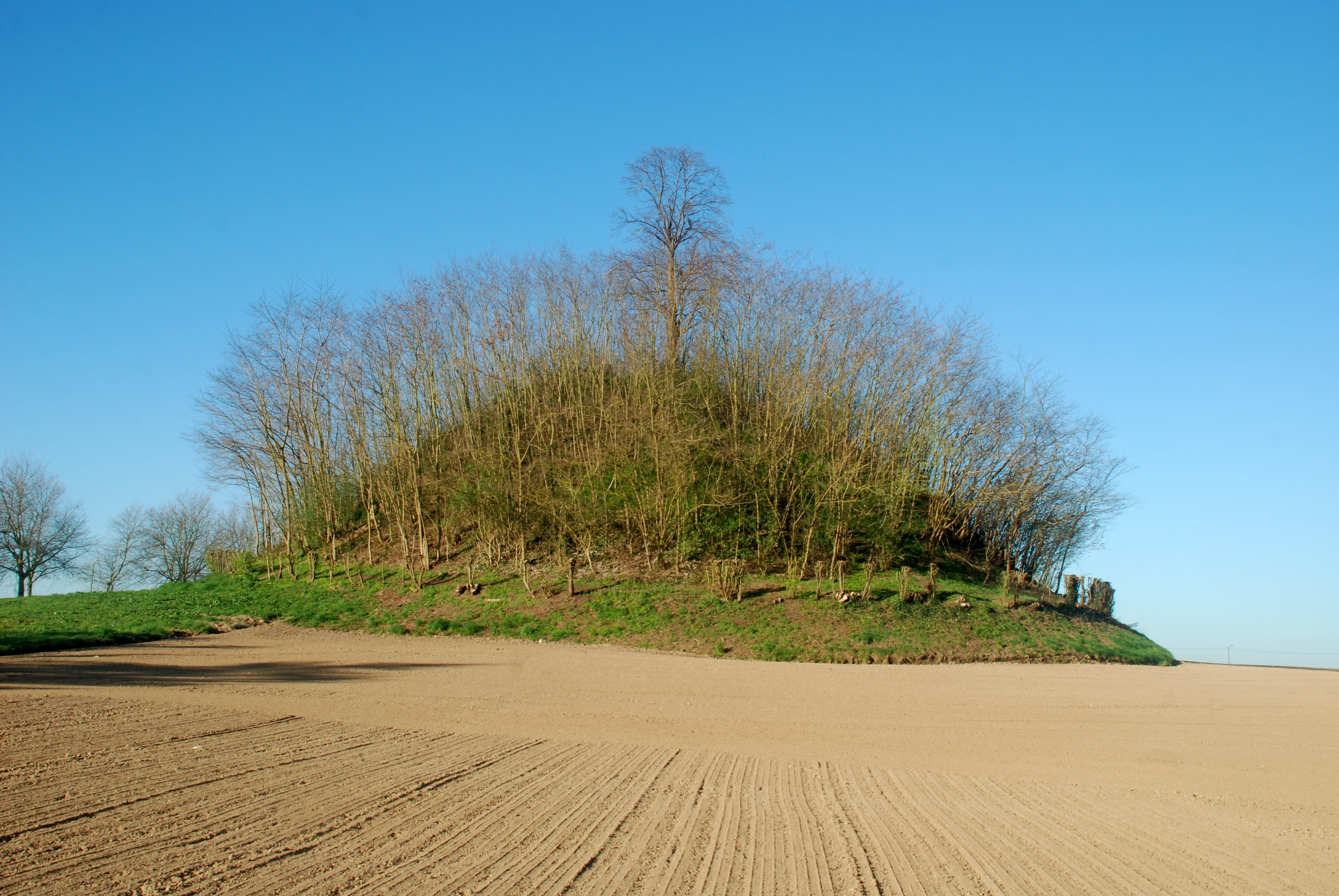
Tumulus van Glimes
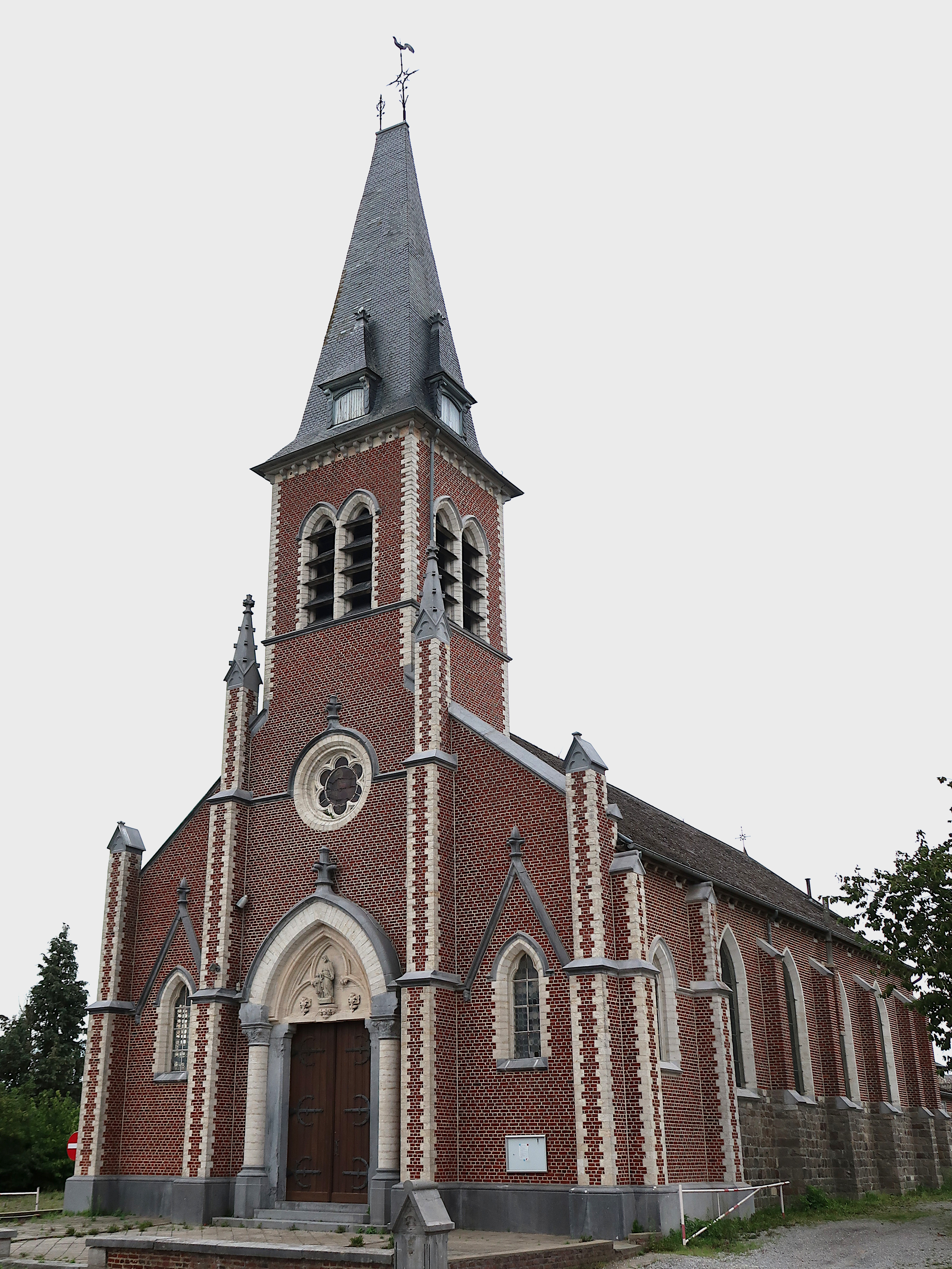
Sint-Josephkerk
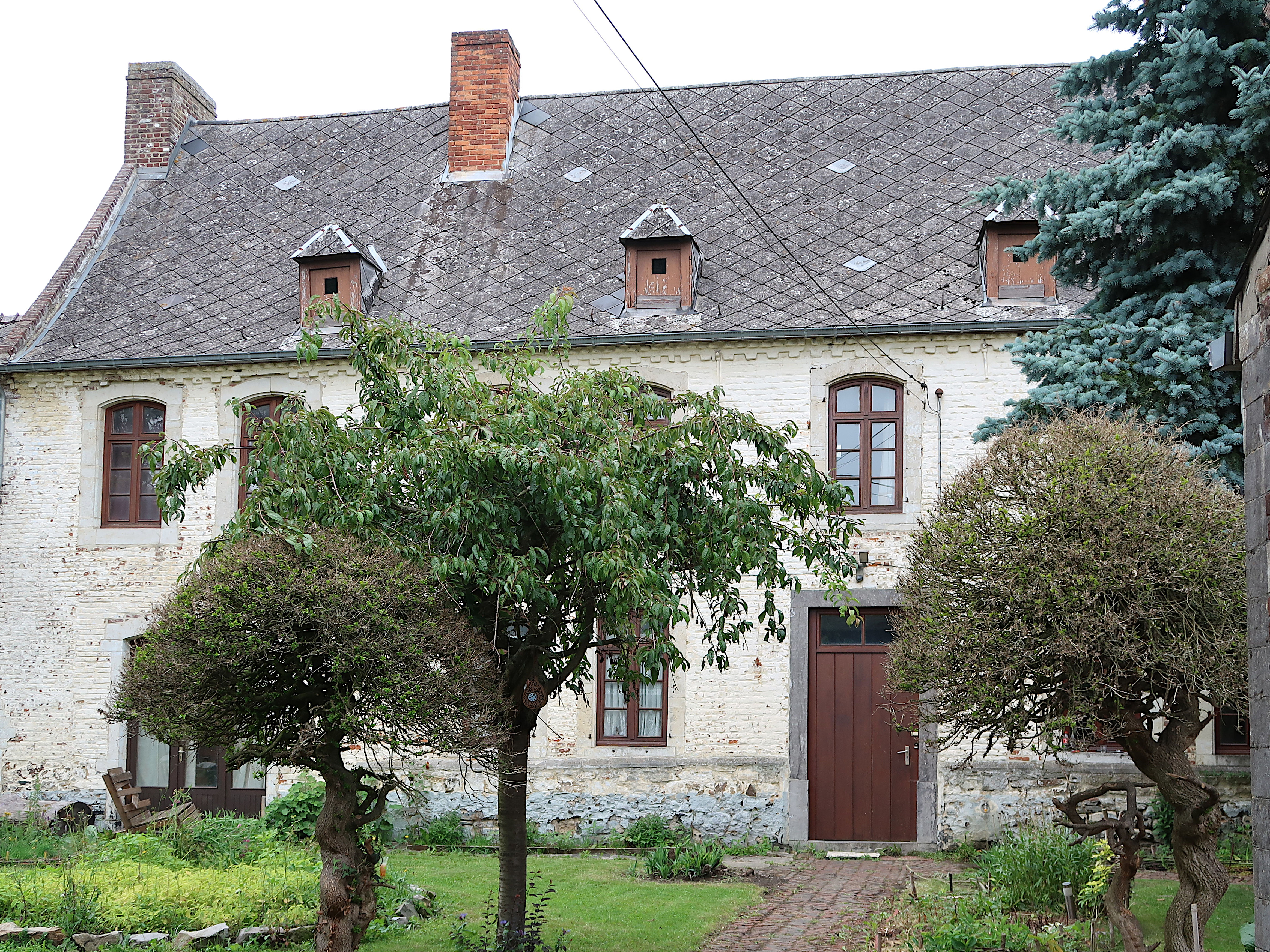
Pastorie uit 1739
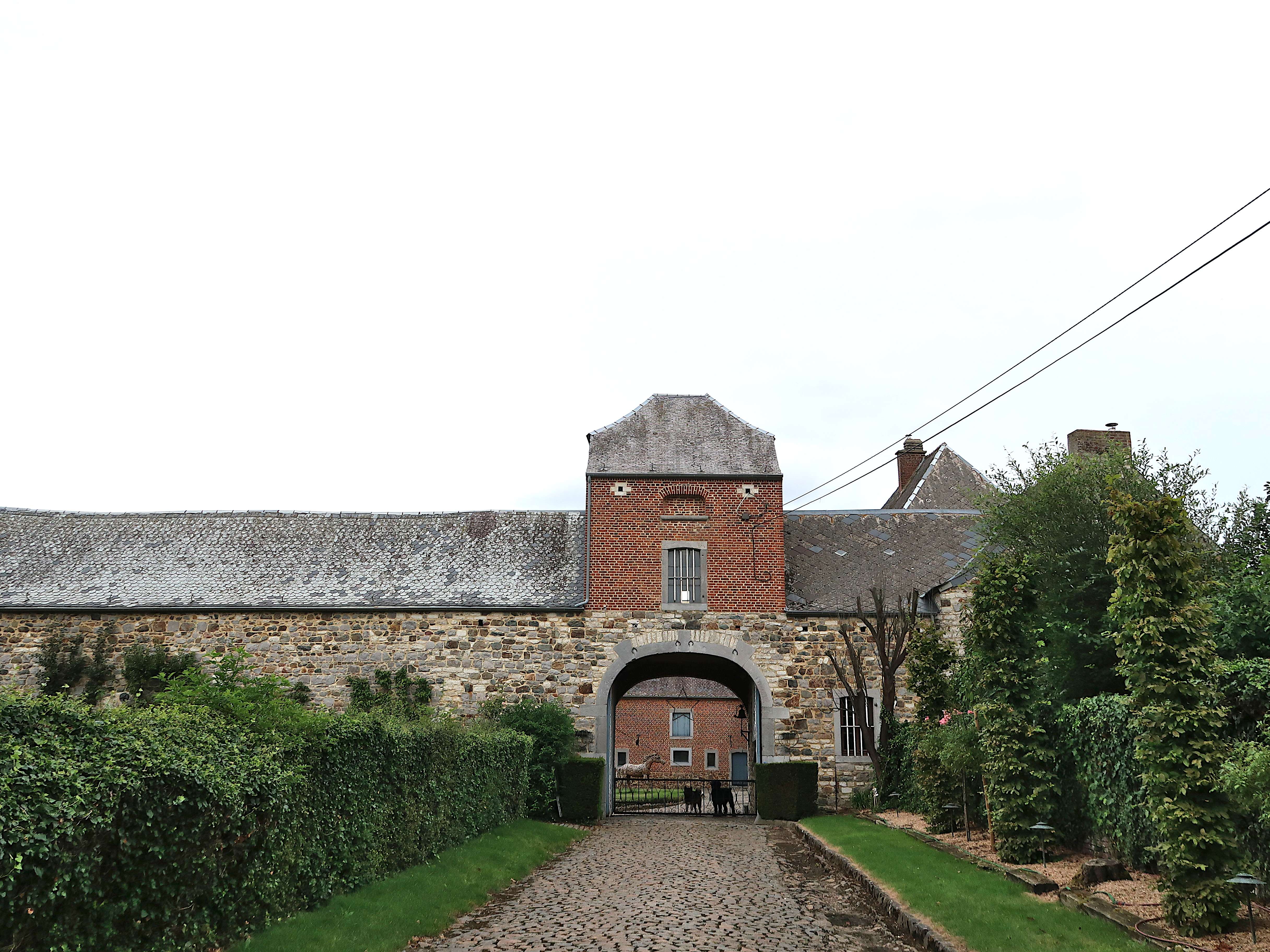
Hoeve de la Tour
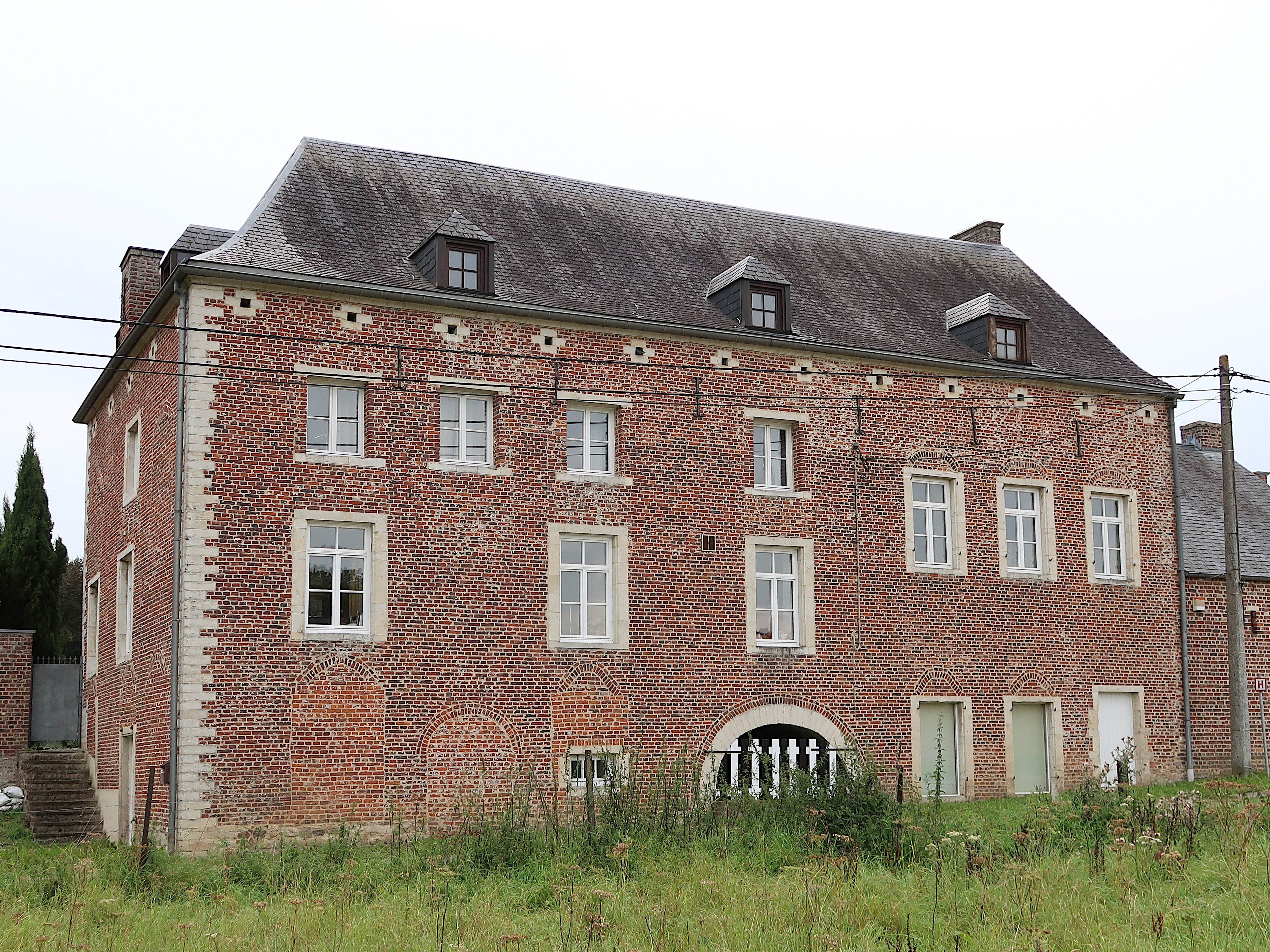
Molen Degrauw

## Natuur en landschap
Glimes ligt aan de Thorembais. De hoogte aan de kerk is 126 meter.

## Demografische ontwikkeling
- Bronnen:NIS, Opm:1831 tot en met 1970=volkstellingen, 1976= inwonersaantal op 31 december

## Nabijgelegen kernen
Dongelberg, Jauchelette, Bomal, Mont-Saint-André, Thorembais-les-Béguines
Deelgemeenten: Glimes · Incourt · Opprebais · Piétrebais · Roux-Miroir

Overige dorpen en gehuchten: Alliébroux · Brombais · Chapelle-Saint-Laurent · Happeau · La Haie · Le Manil · Longpré · Sart-Risbart · Thorembisoul

Belgische gemeenten · Arrondissement Nijvel · Waals-Brabant · Wallonië